# 田中泰裕
田中 泰裕（たなか やすひろ、1984年8月2日 - ）は、日本の元サッカー選手、サッカー指導者。

## 略歴
アルビレックス新潟クラブ史上初のユース出身選手である。アルビレックス新潟の後、アルビレックス新潟シンガポールやブラジルのチームなどを渡り歩き、2006年宮城県・石巻市民リーグ所属のコバルトーレ女川に移籍。昼間は地元の会社で働き、夜は練習、週末は試合という日々を女川町で過ごし、中心選手としてゴールを量産。チームを宮城県リーグ昇格に導く立役者となった。2006年度石巻市民リーグ得点王に輝く。舞台を宮城県リーグに移した2007年シーズンもコバルトーレ女川に在籍。自身宮城県サッカーリーグ得点王を取得する活躍で、チームの東北二部リーグ南ブロック昇格に貢献した。
2008年に地元の新潟医療福祉大学に入学し、同時にサッカー部に入部。全日本大学サッカー選手権大会出場に貢献する。卒業後の2012年にはヘッドコーチに就任。

## 所属クラブ
- 1997年-1999年 新潟イレブンジュニアユース
- 2000年-2002年 アルビレックス新潟ユース
- 2003年-2004年 アルビレックス新潟　
  - 2004年 アルビレックス新潟・シンガポール （シンガポールリーグ）[1]
- 2005年 オペラリオ・フェロヴィアリオEC（ブラジル・パラナ州2部リーグ）
- 2006年-2007年 コバルトーレ女川
- 2008年-2011年 新潟医療福祉大学

## 個人成績
| 国内大会個人成績 | 国内大会個人成績 | 国内大会個人成績 | 国内大会個人成績 | 国内大会個人成績                       | 国内大会個人成績 | 国内大会個人成績 | 国内大会個人成績 | 国内大会個人成績 | 国内大会個人成績 | 国内大会個人成績 | 国内大会個人成績 |
| 年度             | クラブ           | 背番号           | リーグ           | リーグ戦                               | リーグ戦         | リーグ杯         | リーグ杯         | オープン杯       | オープン杯       | 期間通算         | 期間通算         |
| 年度             | クラブ           | 背番号           | リーグ           | 出場                                   | 得点             | 出場             | 得点             | 出場             | 得点             | 出場             | 得点             |
| 日本             | 日本             | 日本             | 日本             | リーグ戦                               | リーグ戦         | リーグ杯         | リーグ杯         | 天皇杯           | 天皇杯           | 期間通算         | 期間通算         |
| ---------------- | ---------------- | ---------------- | ---------------- | -------------------------------------- | ---------------- | ---------------- | ---------------- | ---------------- | ---------------- | ---------------- | ---------------- |
| 2003             | 新潟             | 30               | J2               | 0                                      | 0                | -                | -                | 1                | 0                | 1                | 0                |
| シンガポール     | シンガポール     | シンガポール     | シンガポール     | リーグ戦                               | リーグ戦         | リーグ杯         | リーグ杯         | シンガポール杯   | シンガポール杯   | 期間通算         | 期間通算         |
| 2004             | 新潟S            |                  | Sリーグ          |                                        |                  |                  |                  | -                | -                |                  |                  |
| 日本             | 日本             | 日本             | 日本             | リーグ戦                               | リーグ戦         | リーグ杯         | リーグ杯         | 天皇杯           | 天皇杯           | 期間通算         | 期間通算         |
| 2005             | 石巻             |                  |                  |                                        |                  | -                | -                | -                | -                |                  |                  |
| 2006             | 女川             | 16               | 石巻市1部        |                                        |                  | -                | -                | -                | -                |                  |                  |
| 2007             | 女川             | 9                | 宮城県           | 14                                     | 16               | -                | -                | -                | -                | 14               | 16               |
| 2008             | 新潟医福大       | 11               | 北信越2部        | 9                                      | 3                | -                | -                | -                | -                | 9                | 3                |
| 通算             | 日本             | 日本             | J2               | 0                                      | 0                | -                | -                | 1                | 0                | 1                | 0                |
| 通算             | 日本             | 日本             | 北信越2部        | 9                                      | 3                | -                | -                | 0                | 0                | 9                | 3                |
| 通算             | 日本             | 日本             | 宮城県           | \|\|\|\|colspan="2"\|-\|\|\|\|\|\|\|\| |                  |                  |                  |                  |                  |                  |                  |
| 通算             | 日本             | 日本             | 石巻市1部        | \|\|\|\|colspan="2"\|-\|\|\|\|\|\|\|\| |                  |                  |                  |                  |                  |                  |                  |
| 通算             | 日本             | 日本             |                  | \|\|\|\|colspan="2"\|-\|\|\|\|\|\|\|\| |                  |                  |                  |                  |                  |                  |                  |
| 通算             | シンガポール     | シンガポール     | Sリーグ          | \|\|\|\|\|\|\|\|colspan="2"\|-\|\|\|\| |                  |                  |                  |                  |                  |                  |                  |
| 総通算           | 総通算           | 総通算           | 総通算           | \|\|\|\|\|\|\|\|1\|\|0\|\|\|\|         |                  |                  |                  |                  |                  |                  |                  |

## 受賞歴
- 2006年度 石巻市民リーグ得点王
- 2007年度 宮城県サッカーリーグ得点王